# La bella e la bestia

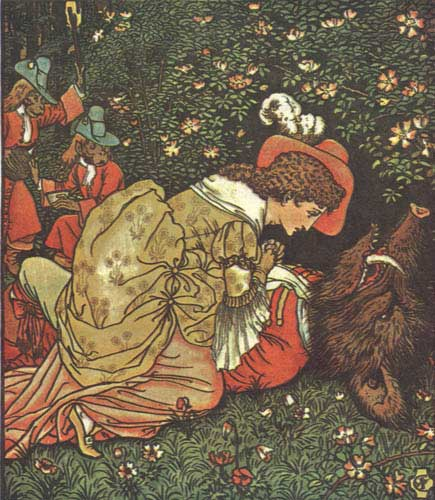
La bella e la bestia, illustrazione di Walter Crane.

La bella e la bestia (titolo francese: La belle et la bête) è una famosa fiaba europea, diffusasi in molteplici varianti, le cui origini potrebbero essere riscontrate in una storia di Apuleio, contenuta ne L'asino d'oro (conosciuto anche come Le metamorfosi) e intitolata Amore e Psiche. La prima versione edita fu quella di Madame Gabrielle-Suzanne Barbot de Villeneuve, pubblicata in La jeune américaine, et les contes marins nel 1740. Altre fonti, invece, attribuiscono la ricreazione del racconto Re Porco copiato a Giovanni Francesco Straparola nel 1550. Un racconto che potrebbe essere stato ispirato da una storia vera avvenuta sulle sponde del lago di Bolsena, in provincia di Viterbo, nel personaggio di Petrus Gonsalvus. La versione più popolare è, tuttavia, una riduzione dell'opera di Madame Villeneuve pubblicata nel 1756 da Jeanne-Marie Leprince de Beaumont nel Magasin des enfants, ou dialogues entre une sage gouvernante et plusieurs de ses élèves. La prima traduzione, in inglese, risale al 1757.
Numerosi sono gli adattamenti e le trasposizioni di questa fiaba conosciuti in tutta Europa. In Francia, per esempio, nel 1771 fu scritta da Marmontel e composta da Grétry la versione lirica de La bella e la bestia, basata sulla storia di Mme Leprince de Beaumont e dal titolo Zémire et Azor, che riscosse enorme successo anche nell'Ottocento.
È datata 1742, invece, l'opera drammatica Amour pour amour di Nivelle de la Chaussée, sempre ispirata a questa fiaba.

## Trama
La versione originale di Villeneuve è molto più estesa di quella di Beaumont. Villeneuve, infatti, fornisce numerosi dettagli che Beaumont omette e che riguardano fondamentalmente il trascorso familiare sia di Bella che del principe. In questa versione, Bella era la figlia del re dell'Isola Felice e di una fata buona, ma una fata malvagia s'era invaghita del monarca e così, imprigionata la madre della principessina, la megera decise di eliminare l'ultimo ostacolo che si frapponeva fra lei e il suo amore. Per questo motivo, la bambina venne nascosta, cercando di farla passare per una delle figlie – che davvero era morta – di un ricco commerciante. Il Principe, invece, perse il padre in tenera età e non poté godere nemmeno dell'amore materno, poiché la regina era impegnata in una guerra per la difesa del regno e lo lasciò alle cure di una fata. Questa tentò in tutti i modi di sedurre il giovane, una volta adulto, ma questi la rifiutò e fu così trasformato in una orrenda bestia.
Quasi la metà della storia di Villeneuve è incentrata sulle guerre tra fate e re e propone una visione del castello molto più oscura e magica di quella tradizionale.
Beaumont decise di omettere completamente lo sfondo familiare e tragico, svincolandosi dal messaggio che Villeneuve volle dare alla propria storia: un'aspra critica della società contemporanea, in cui le donne erano costrette a sposarsi per convenienza, con dei mariti che erano talvolta ben peggiori della Bestia. Eliminando tutti i personaggi secondari, Beaumont adattò, o riadattò, la storia, riducendola a una semplicità quasi archetipica e seguendo gli stessi schemi delle numerose varianti precedenti della fiaba.

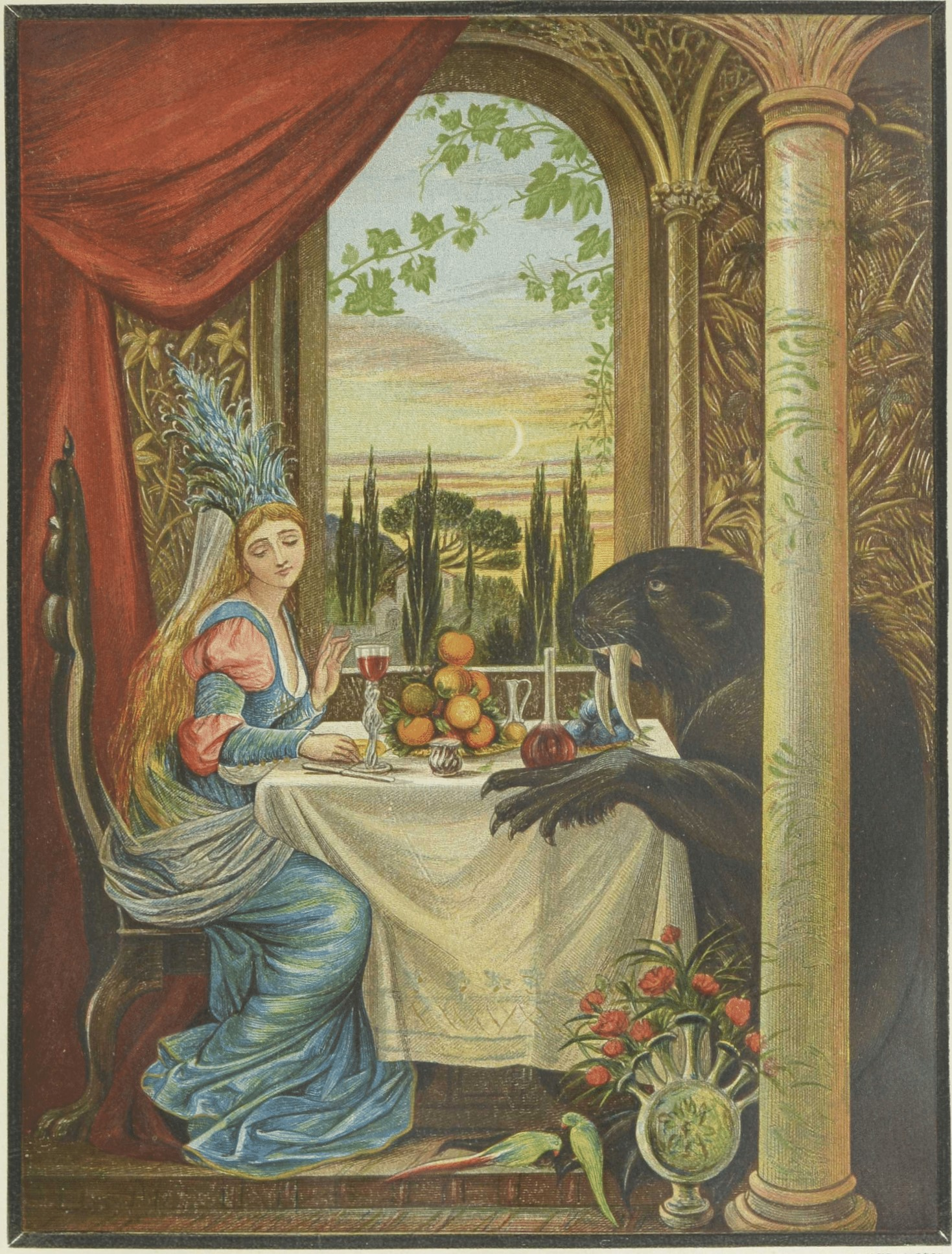
Illustrazione di Eleanor Vere Boyle del 1875.

La versione di Beaumont è quella che si considera tradizionale ed è stata la più diffusa e conosciuta. Tutte le interpretazioni, gli adattamenti e le versioni successive si basano su questa versione e non su quella originale di Villeneuve.

### Versione di Villeneuve
Un ricco mercante vedovo perde tutte le sue ricchezze quando la casa va a fuoco e le sue navi affondano. Egli pertanto si trasferisce in campagna con i sei figli e le sei figlie, conducendo una vita parca per due anni, quando gli giunge la notizia che una delle imbarcazioni è sopravvissuta al naufragio e ha fatto ritorno in porto. L'uomo si dirige così in città per rimettersi in affari, ma la sua situazione economica non migliora e, sei mesi dopo, riparte per la campagna, dove i figli sono rimasti ad attenderlo, senza recare con sé né i ricchi doni che aveva promesso alle figlie maggiori, né la rosa che la più giovane, soprannominata Belle per la sua avvenenza, gli aveva chiesto. Dopo aver passato la notte nel bosco, il mercante giunge in un castello apparentemente disabitato, dove tuttavia trova una ricca cena. Prima di ripartire decide di cogliere la rosa per Belle, ma viene sorpreso dal padrone del castello, un mostro coperto di squame con la proboscide. La Bestia, oltraggiata, gli fa promettere di mandargli entro un mese una delle sue figlie. Venuta a conoscenza della disavventura del genitore, Belle si offre di andare al castello, dove viene accolta calorosamente; suo padre riceve invece il divieto di tornare in quel luogo e alcuni bauli di ricchezze e preziosi. Al palazzo, Belle trascorre le sue giornate esplorandone le meraviglie nascoste e intrattenendosi con scimmie, uccelli e pappagalli ammaestrati; impara anche a conoscere il carattere mite e l'indole stupida della Bestia, che ogni sera le chiede di coricarsi insieme, permesso che la giovane gli rifiuta sempre. In sogno, Belle viene visitata da un bellissimo sconosciuto, che le professa il suo amore e la invita a non fidarsi delle apparenze, e da una misteriosa fata che le fa le stesse raccomandazioni. Trovato il ritratto del bel giovane nei corridoi del castello, la ragazza si convince che sia lì prigioniero, ma, saputo dalla Bestia che sono soli, si intristisce e chiede di poter rivedere i suoi parenti, vedendosi accordato a malincuore un permesso di due mesi. Belle racconta a suo padre della gentilezza e delle premure che la Bestia ha nei suoi confronti, e il genitore la esorta a sposarlo per riconoscenza, ma la giovane è trattenuta dai suoi sentimenti per lo sconosciuto. Dopo aver sognato la Bestia morente, Belle decide di ripartire prima del previsto per il castello, dove trova il mostro in fin di vita, addolorato per la sua assenza. Resasi conto di amarlo e di non volerlo perdere, Belle accetta di sposarlo e di coricarsi con lui; il mattino dopo, però, nel letto non trova la Bestia, ma lo sconosciuto. In quella giungono al castello due donne: la madre della Bestia, che in realtà è un principe, e la fata che la giovane aveva sognato. Belle viene messa quindi a parte della storia: il principe fu allevato da una fata mentre la regina sua madre era in guerra, tuttavia la fata si rivelò malvagia e desiderò sposarlo, ma, vistasi rifiutata per la vecchiaia e la bruttezza, lo condannò a diventare una Bestia, e soltanto colei che lo avesse amato senza conoscere la verità avrebbe potuto liberarlo dalla maledizione. Appreso però che Belle non è nobile, la madre del principe si mostra poco propensa alla loro unione, finché non viene rivelato che la fanciulla è in realtà figlia del fratello della regina, il re dell'Isola Felice, e della sorella della fata che è arrivata con lei. La madre di Belle aveva violato le regole delle fate sposandosi con un mortale prima del tempo, venendo per questo imprigionata dalle consorelle e creduta morta dal marito; una fata malvagia (la stessa che poi avrebbe concepito il principe) era scesa sull'Isola Felice nei panni di una regina in cerca d'asilo e, innamoratasi del re, aveva preso la risoluzione di sposarlo, ma, vedendosi rifiutata, aveva deciso di ucciderne la figlioletta infante. La fata buona, zia di Belle, aveva salvato segretamente la bambina, scambiandola, senza che nessuno se ne avvedesse, con la figlia appena morta di un mercante. Appreso poi che sulla bambina era stata scagliata la maledizione di sposare un mostro, la fata buona si era in seguito adoperata per fare in modo che questa si avverasse sciogliendo la Bestia dal suo incantesimo, mentre la fata malvagia fu spogliata dei suoi poteri. Il matrimonio dei due giovani viene infine celebrato al cospetto della regina madre del principe, della fata buona, del re dell'Isola Felice e di sua moglie (liberatasi intanto dalla sua prigione), del mercante, dei fratelli e delle sorelle di Belle.

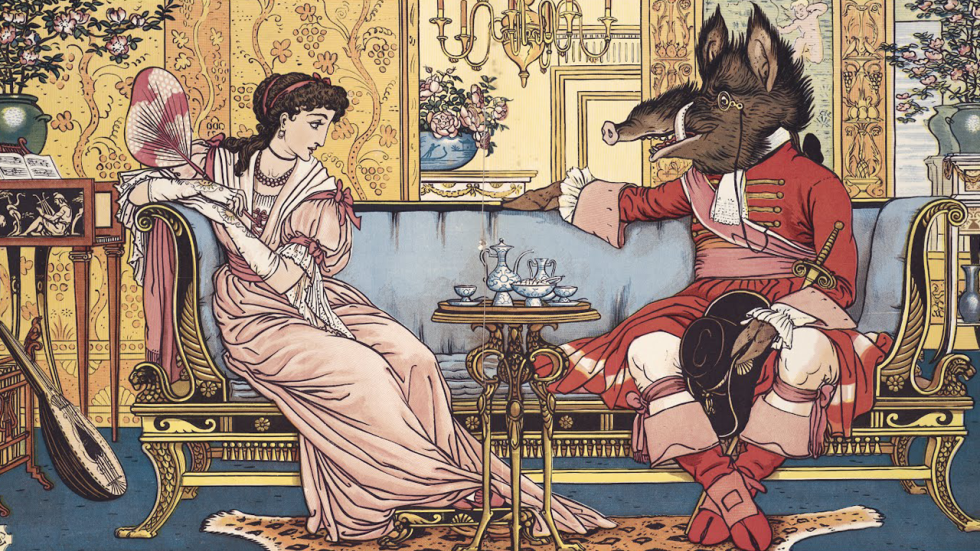
Illustrazione di Walter Crane.

### Versione di Beaumont
Un ricco e vedovo mercante viveva in una città insieme alle sue tre figlie. Due erano presuntuose e vanitose, mentre la più giovane, che per la sua avvenenza avevano chiamato Bella, era umile e pura di cuore. Tutte e tre le fanciulle potevano vantare un gran numero di pretendenti, ma mentre le prime due, che desideravano sposarsi con un nobile, rifiutavano tutti i giovani indistintamente, Bella si intratteneva con loro in amabile conversazione, prima di rifiutarli con gentilezza. Un giorno il mercante perse improvvisamente tutte le sue ricchezze e da quel momento più nessun pretendente fu visto avvicinarsi alle fanciulle, se non talvolta a Bella, la quale comunque continuò a rifiutarli dolcemente. Il mercante, dunque, si trasferì con le sue figlie nelle campagne della provincia, dove vissero per alcuni anni.
Un giorno egli venne a sapere che una delle sue navi mercantili era riuscita ad arrivare in porto, dopo essere scampata alla distruzione dei suoi compatrioti. Così decise di tornare in città per cercare di scoprire se nella nave era rimasto qualcosa di valore. Prima di partire, chiese alle figlie se desideravano qualcosa in dono. Pensando che la fortuna stesse tornando a sorridergli, le due figlie maggiori domandarono gioielli e vestiti sfarzosi. Bella, invece, si accontentò di chiedere una rosa, di quelle che non crescevano nella parte del paese in cui vivevano. Arrivato in città, il mercante scoprì che il carico della nave era stato venduto per pagare i suoi debiti e, pertanto, non ebbe più nemmeno un soldo per comprare alle figlie ciò che aveva loro promesso.
Triste e sconsolato, fece ritorno a casa, ma durante il cammino fu sorpreso da una bufera di neve nel mezzo di un bosco e così fu costretto a cercare rifugio in un enorme castello apparentemente abbandonato. Perlustrando il maestoso maniero, si accorse che esso era pulito e ben arredato, ma stranamente non riuscì a trovarvi né servi né sentinelle. Uno dei terrazzi si affacciava su un meraviglioso giardino, in cui poté vedere un bel roseto in fiore. Così si ricordò della promessa che aveva fatto alla figlia minore e corse a cercare la rosa più bella. Ma mentre stava per coglierla, fu sorpreso dal padrone del castello, che era una enorme e terribile bestia, il quale gli rimproverò di aver ricambiato la sua generosa ospitalità con un tentativo di furto e sentenziò che per questo ora meritava la morte. Il mercante tentò di giustificarsi raccontandogli del desiderio della sua bella figlia, ma la bestia non volle sentire ragioni e decise di risparmiargli temporaneamente la vita a patto che al suo posto egli portasse al castello la giovane, altrimenti sarebbe dovuto ritornare a saldare il suo debito di lì a tre mesi.
Preso un baule colmo di ogni ricchezza che la bestia aveva voluto concedergli, il mercante tornò a casa con una gran pena nel cuore, pensando però che almeno sarebbe riuscito a salutare le sue figlie per l'ultima volta prima di morire. Giunto a destinazione, raccontò l'accaduto alle fanciulle e Bella, resasi conto che la colpa di tale disgrazia era solo sua, si offrì di andare al castello al posto del padre, per la gioia delle sorelle che in un colpo solo si liberarono dell'odiosa rivale e riconquistarono le ricchezze perdute.
Dopo lunghe discussioni, Bella si recò al castello insieme al padre, al quale la bestia concesse la libertà, intimandogli di non tornare mai più. Con la giovane, invece, si dimostrò cortese e gentile e le offrì di vivere per sempre nel suo castello, circondata di tutte le ricchezze in suo possesso, pensando che così non avrebbe mai potuto desiderare di tornare nella casa paterna. Le regalò anche uno specchio magico, in cui avrebbe potuto in ogni momento vedere la sua famiglia. Tutte le sere domandava a Bella se voleva sposarlo, ma la giovane, per non mortificarlo, gli rispondeva che gli voleva bene e che sarebbe stata sempre sua amica.

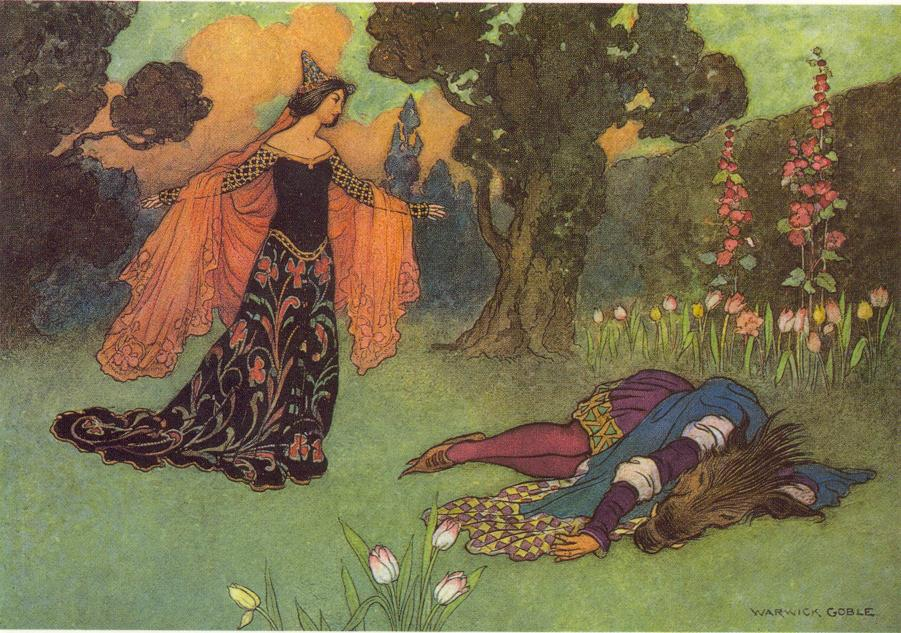
Illustrazione di Warwick Goble del 1913.

Dopo qualche mese Bella vide nello specchio magico che suo padre si era ammalato e pregò la bestia di lasciarla andare a casa perché potesse tenergli un po' compagnia. La bestia alla fine acconsentì, ma la pregò di tornare dopo una settimana, altrimenti sarebbe morto di dolore. Il giorno seguente, al risveglio, Bella si ritrovò in camera sua nella casa del padre, che la accolse con gran gioia, meravigliandosi che fosse ancora viva. Le due sorelle, sposate ma tutt'altro che felici, invidiarono non poco la fortuna della giovane, vedendola in carne e ossa e per di più agghindata come una regina. Così cominciarono a tramar vendetta: trascorsa una settimana, infatti, le chiesero di restare qualche giorno in più, fingendo di piangere disperate. Commossa, Bella acconsentì, ma cominciò ben presto a sentirsi in colpa per aver infranto la sua promessa con la bestia.
Così ritornò al castello, dove trovò la bestia agonizzante di dolore, e lo pregò di non morire perché voleva sposarlo. Appena pronunciate queste parole, la bestia sparì e al suo posto comparve un bellissimo principe, a cui una strega tempo prima aveva fatto un incantesimo, trasformandolo in quell'orribile mostro che Bella aveva conosciuto. La maledizione si sarebbe spezzata solo quando una donna avesse voluto sposarlo. Bella e il principe vissero felici per il resto della loro vita insieme al padre della giovane, mentre le due malvagie sorelle furono trasformate in statue, così che potessero assistere alla felicità altrui finché non si fossero pentite della loro cattiveria.

## Classificazione
- Sistema di classificazione Aarne-Thompson: tipo 425, Search for a Lost Husband (425C: The Animal Bridegroom).[9]

## Origini

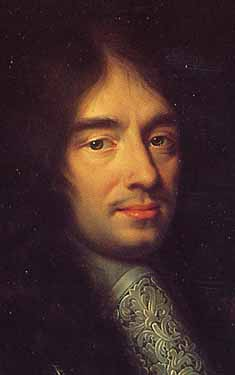
Charles Perrault

La storia de La bella e la bestia ha circolato per secoli in tutta Europa, sia in forma orale che scritta e, più recentemente, in adattamenti cinematografici. Molti esperti hanno notato delle somiglianze tra questa fiaba e le storie classiche della Grecia antica, come Amore e Psiche, Edipo o L'Asino d'oro di Apuleio, fino al secondo secolo della nostra era.

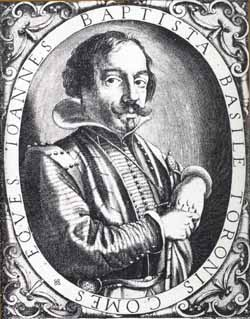
Giambattista Basile

Una prima versione scritta de La bella e la bestia è stata attribuita a Giovanni Francesco Straparola e apparve nel suo libro di racconti Le piacevoli notti, nel 1550. Un'antica versione francese descriveva il padre come un re e la bestia come un serpente. Anche altri autori, ad esempio Giambattista Basile nel Pentamerone e Madame d'Aulnoy nel suo Le Mouton (La pecora), ne propongono delle varianti.
La prima versione scritta che sviluppa il racconto così come lo conosciamo oggi fu pubblicata nel 1740 dalla scrittrice francese Gabrielle-Suzanne Barbot de Villeneuve, ne La jeune américaine, et les contes marins. Era una serie di racconti narrati da un'anziana signora durante un lungo viaggio per mare. Villeneuve scriveva fiabe basate sulla Tradizione misterica ed il folclore europeo, per intrattenere, insegnando, amici e conoscenti nell'intimità di incontri e riunioni galanti e raffinati.
L'aristocratica francese Jeanne-Marie Leprince de Beaumont era emigrata in Inghilterra nel 1745, dove iniziò a lavorare come insegnante e scrittrice di libri sull'educazione e la morale. Avendo letto la novella di Villeneuve, la abbreviò in larga misura e la pubblicò nel 1756 come parte della collezione Magasin des enfants, ou dialogues entre une sage gouvernante et plusieurs de ses élèves. Prendendo gli elementi chiave della storia originale, Beaumont omise molte scene delle origini o delle famiglie dei protagonisti e modificò la scena della trasformazione della bestia, che nell'originale di Villeneuve avviene dopo la notte di nozze. Avendolo scritto come racconto educativo per i suoi alunni, molti dei dettagli scabrosi o violenti dell'originale furono soppressi.

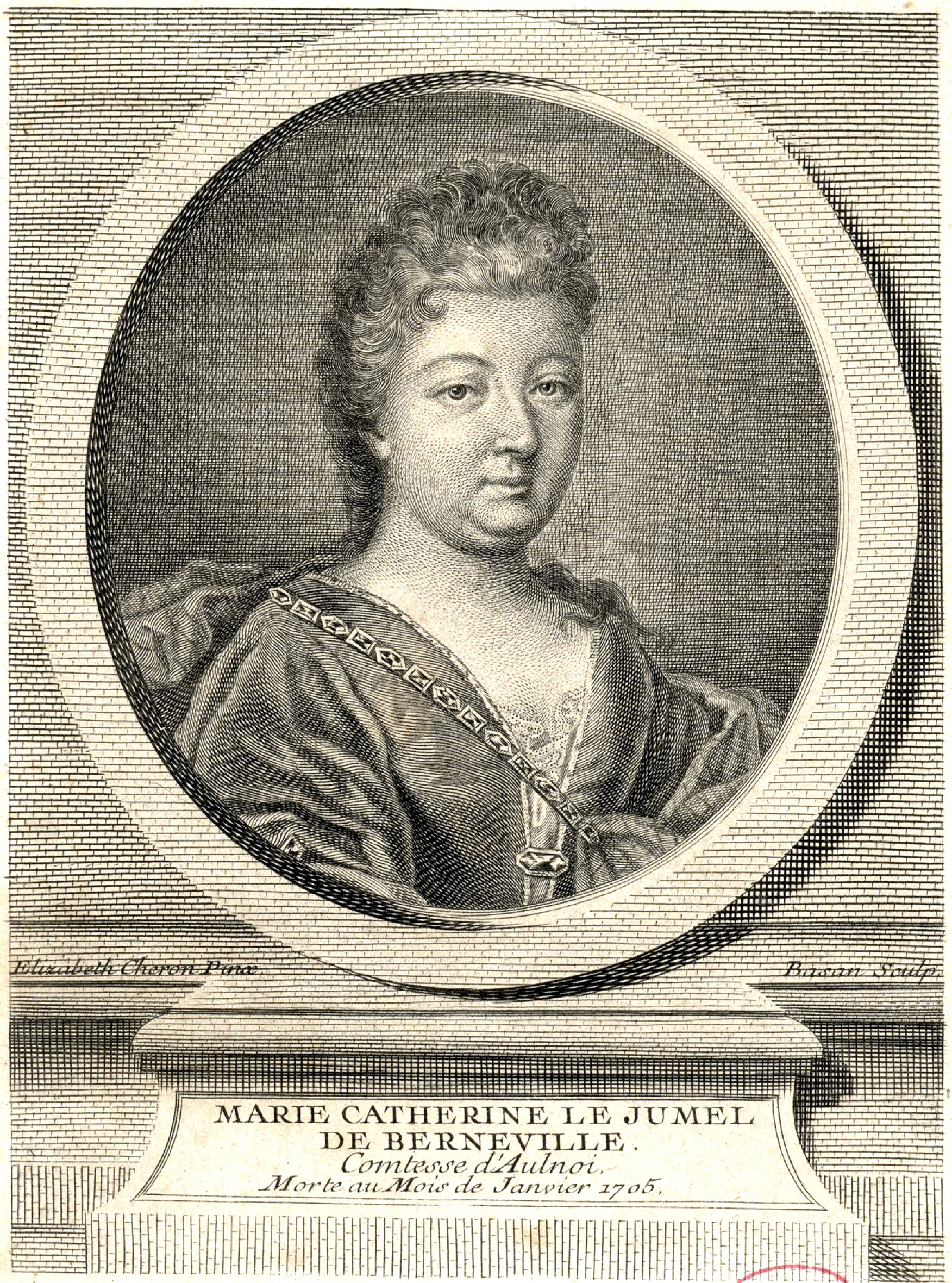
Marie-Catherine d'Aulnoy

La versione di Beaumont, dunque, fu considerata la più caratteristica, al punto tale che, già soltanto un anno dopo, nel 1757, fu tradotta in inglese, con il titolo The Young Misses Magazine, Containing Dialogues between a Governess and Several Young Ladies of Quality, Her Scholars.
La scrittura educativa francese di quell'epoca consisteva nell'elaborare storie quotidiane, con una tendenza a svilupparle su uno sfondo di emozioni umane al posto degli elementi magici. Si eliminava tutto quanto fosse sanguinoso o crudele e si scriveva in forma diretta e concisa, con uno stile sobrio e privo di ornamenti. Gli scrittori francesi (sempre di rango e educazione elevati) adattarono queste storie ad un gusto apparentemente classico, logico e persino razionale, ma che nascondevano e nascondono significati di portata metafisica. Perrault rappresenta uno di questi particolari intellettuali e narratori di storie educative e morali e pure le grandi autrici che lo seguirono: Lhéritier, Madame d'Aulnoy, Villeneuve e Beaumont. Ricordiamo che l'ambito in cui tutti questi autori scrivevano era aristocratico e ad ogni modo elevato intellettualmente e moralmente. Infatti, il più umile degli uomini, nei loro racconti, era un cavaliere; i pastori erano principi mascherati e la maggior parte dei protagonisti era immancabilmente di sangue reale e di profondo valore morale.
Come curiosità fine a se stessa si può qui aggiungere che alcuni studiosi odierni hanno suggerito che la storia de La bella e la bestia potrebbe essere stata influenzata da fatti realmente accaduti. Si tratterebbe della vicenda di Petrus Gonsalvus, nato nel XVI secolo sull'isola di Tenerife (Spagna) e poi portato alla corte del re Enrico II di Francia. Petrus soffriva di ipertricosi, una malattia che provoca una crescita abnorme di peli sul viso e in altre parti. A Parigi è stato accolto sotto la protezione del re dove sposò, Catherine Raffelin, dama d'onore di Caterina de' Medici. Petrus dopo aver viaggiato attraverso l'Europa è giugno in Italia, nel borgo di Capodimonte, sul Lago di Bolsena, dove è rimasto fino alla morte, avvenuta nel 1618. A Capodimonte è stato ideato un percorso turistico legato alla loro storia d'amore. I due ebbero sei figli, quattro dei quali affetti da ipertricosi. 
Tali influenze nella storia spiegano le differenze esistenti tra la prima versione de La bella e la bestia, attraverso gli scrittori francesi, e le versioni più tradizionali.

## Interpretazione

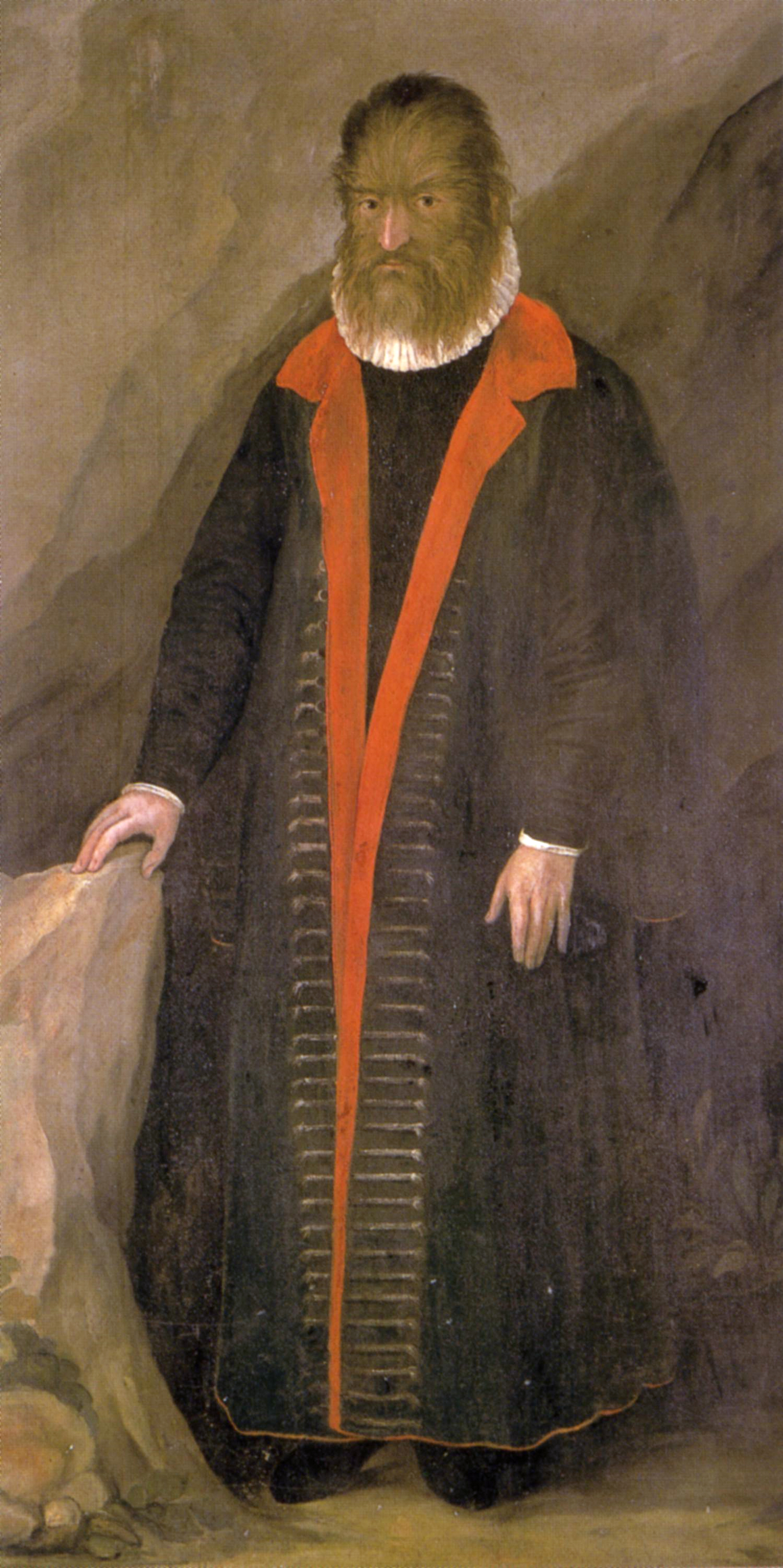
Per alcuni autori, la storia di Petrus Gonsalvus (nella foto) ha ispirato la storia de La bella e la bestia.

La fiaba in generale simboleggia l'unione e l'armonia ritrovata tra archetipo maschile ed archetipo femminile, dove quindi i protagonisti sono i simboli di tali elementi archetipali. In questo caso Bella riconosce in sé la Bestia, e viceversa, nel momento in cui si innamorano l'uno dell'altra. Dunque si può interpretare questa fiaba anche come un simbolo della bestialità – che non ha nulla a che fare con gli animali della natura, bensì con il subconscio infernale dell'Essere, il mondo psichico – esistente nella condizione umana. È l'essere umano stesso, dato che i due protagonisti simboleggiano la sua doppia Natura di Male e Bene, che deve riconoscere ed amare questa bassezza o brutalità e di conseguenza trasformarla ed elevarla. Non solo la Bestia deve superarsi, ma pure Bella. Dal canto suo la Bestia possiede comunque già una nobiltà d'animo che deve trovare nuova espressione e deve saper ispirare Bella e farsi così amare da lei; dunque non solo sapersi innamorare di lei, ma sapersi fare amare da lei. Bella deve sforzarsi di riconoscere quella bellezza che pur c'è, anche se nascosta, nella Bestia ed imparare ad amare anche la Bestia stessa che la contiene. Dunque entrambi i protagonisti devono fare uno sforzo: quello di suscitare amore e di amare da parte della Bestia e quello di saper amare incondizionatamente da parte di Bella. In una lettura ancora più spirituale o spiritualizzata Bella è l'Anima che deve calarsi nell'incarnazione della realtà materiale, la Bestia, in quanto con "bestia" non s'intende certo l'animale comune, bensì la brutalità di una particolare condizione che l'Anima deve vivere e cioè tutta la realtà corporea in generale, la Bestia appunto.
In una rilettura psicologica davvero restrittiva La bella e la bestia può essere interpretata come il raggiungimento della maggiore età e la conquista della sessualità di una bambina/fanciulla. Considerando l'amore del padre, che l'adorava al di sopra delle altre sorelle, come un amore puro, la piccola percepisce la sessualità come qualcosa di perverso: ogni uomo che provi un desiderio sessuale nei suoi confronti è una bestia. Solo dal momento in cui Bella riesce ad assimilare le relazioni sessuali come umane e adulte, può raggiungere la felicità. Tuttavia, una variante di questa interpretazione vorrebbe che il sentimento della Bestia fosse primitivo e brutale, ma l'amore della donna lo trasforma in qualcosa di umano e misurato, che nel racconto sarebbe simboleggiato dalla trasformazione fisica della bestia in principe. Ma non solo la Bestia deve imparare ad amare e a farsi amare, vivendo una crescita e una trasformazione. Anche la fanciulla è tenuta a mutare, a crescere, a trasformarsi; ella non esprime per se stessa amore, ma deve imparare a cogliere ed amare un amore nascosto.
La fiaba è stata anche interpretata come una descrizione dei matrimoni "combinati" o "di convenzione", i quali non hanno nulla a che vedere coi matrimoni di "convenienza". Le prime versioni, infatti, furono scritte da persone di classe sociale alta francese, dove tali unioni erano abituali. Mentre i matrimoni di convenienza erano e sono tipici delle classi sociali più basse, borghesia (dove contano gli affari) e contadini /operai (dove pure conta la mera praticità e la prole). Nella narrazione di questa fiaba si osserva come metafora l'incontro e l'unione affettiva e fisica tra due persone, senza il consenso di nessuno dei due, i quali sono solo tenuti a rispettare la volontà delle rispettive famiglie per il bene e gli equilibri della società. La fiaba racconta simbolicamente questa antica usanza, ma allo stesso tempo rivendica che, se le donne sanno cercare nell'interiorità dei loro mariti, possono trovare l'essere buono che si nasconde dietro l'apparenza della bestia sconosciuta, o che esse stesse possano rendere possibile la trasformazione mediante il loro amore. Ma è da sottolineare che pure il consorte deve sottostare a un dovere sociale vincolante e neppure lui conosce la propria sposa e dovrà imparare a controllare la bestia che è in lui, vale a dire quella naturale avversione nel caso i caratteri o i gusti fossero tanto lontani e diversi fra i due.
La storia de La bella e la bestia appare in molte altre culture in innumerevoli varianti a seconda di epoche e luoghi. Aarne-Thompson conta 179 racconti di diversi paesi con un tema simile. Generalmente ci sono tre sorelle; la più giovane, Bella, è pura e buona, mentre le altre due mostrano alcuni dei peggiori tratti umani: avarizia, invidia, superbia. Bella non ha alcun nome, è semplicemente la più giovane delle sorelle e le viene dato il soprannome di Bella per la sua avvenenza e perché è la preferita di suo padre. Si noti anche che non compare mai la figura materna, ovviando così ai conflitti generati dal fattore logico che una tale figura si rifiuterebbe di far vivere la figlia con un mostro. Allo stesso tempo, si fa sì che la relazione con il padre, normalmente ricco, sia molto più stretta e renda possibile lo sviluppo della narrazione. Benché la bestia, nelle varie versioni, abbia diverse forme (serpente, lupo e persino maiale), le caratteristiche fondamentali sono sempre le stesse: è ricco e potente, ma mai bello o attraente. A un certo punto, Bella si separa dalla bestia, che così si ammala terribilmente, per una qualche ragione (amore, tradimento, disegni magici della sua maledizione), e giace moribonda. I rimorsi di coscienza di Bella, siano essi una semplice lacrima o un viaggio in capo al mondo per poi tornare con il suo amato, salvano la Bestia, che si trasforma in un bellissimo principe. La bellezza implicita della Bestia risorge quando Bella diviene capace di scorgerla sotto la sgradevole apparenza esteriore.
Il racconto può anche essere letto da un altro punto di vista moderno e restrittivo, quello meramente psicologico o mediocremente psicoanalitico. In questa fiaba i maschi sono essenzialmente passivi (il padre di Belle perde ogni bene, i fratelli di lei subiscono le conseguenze senza darsi da fare, la Bestia attende rinchiuso nel proprio podere), mentre le figure femminili sono attive: le sorelle più anziane di Bella provocano meccanismi spiacevoli e rendono difficile la vita e le scelte di Bella; Bella stessa si offre volontariamente alla Bestia per salvare il padre e salverà anche la Bestia stessa. Affascinante analizzare ora in questa chiave la richiesta ed il desiderio di una rosa da parte di Bella. Secondo i Greci e i Romani, la rosa era il simbolo del piacere, associato al lusso e alla stravaganza. Rappresentava anche l'affettività, l'attrazione, la passione e l'erotismo. L'amore di Bella per suo padre è rappresentato dalla sua richiesta di una rosa in dono, ma la rosa sarà colta poi nella tenuta della Bestia e, di conseguenza, l'amore di Bella slitterà presto dal padre all'effettivo proprietario del fiore, dato che il padre lo ha, in fin dei conti, rubato. La successiva malattia del padre può essere interpretata in senso letterale o in senso figurato, giacché l'amore di Bella, a questo punto della storia, non è più rivolto al genitore, ma alla Bestia, la quale è anch'essa personaggio maschile e, dunque, passivo: in effetti lo troviamo in uno stato d'attesa, mentre è Bella, per sua volontà, a muoversi e giungere alla dimora del principe maledetto.

## Varianti
Dal momento della sua pubblicazione nel 1756, la storia ha subito numerose revisioni. Nel 1756 la Contessa di Genlis produsse un'opera teatrale basata sul racconto. Nel 1786 la versione di Villeneuve fu pubblicata ne Le Cabinet des Fées et autres contes merveilleux.
Durante il XIX secolo ci fu una proliferazione di revisioni in Francia, Inghilterra e Stati Uniti. Sono state contate fino a 68 diverse edizioni stampate in questo secolo. Tra le più importanti ci furono un poema di Charles Lamb, pubblicato nel 1811, un'opera in due atti di J. R. Planchée, nel 1841 e, nel 1875, un libro di illustrazioni di Walter Crane, un'edizione illustrata della fiaba ad opera di Eleanor Vere Boyle e una versione riassunta contenente elementi da entrambi i testi di Villeneuve e Beaumont, riportata da Andrew Lang ne Il libro blu delle fiabe e corredata dalle illustrazioni di H. J. Ford.
Tra le numerose varianti straniere della fiaba vi sono: Storia del giardino metà d'estate e metà d'inverno (Von dem Sommer- und Wintergarten), pubblicata in Germania dai fratelli Grimm all'interno della prima edizione di Fiabe del focolare nel 1812, e in seguito espunta dalla raccolta in quanto ritenuta eccessivamente simile alla versione di Beaumont; e Il fiore scarlatto pubblicata nel 1858 dal russo Sergei Aksakov. Egli ascoltò la fiaba da bambino e solo in seguito venne a conoscenza della più celebre versione francese della storia.

## Edizioni italiane
La prima traduzione italiana della fiaba di Beaumont, ad opera di un'anonima "dama romana", viene pubblicata nel 1768 da Casaletti alla Minerva nella raccolta Scuola delle fanciulle nella loro puerizia, con il titolo Bellinda e il Mostro. Molto popolare tra il XVIII e XIX secolo, si tratta di una traduzione fortemente modificata, con tagli e aggiunte per eliminare riferimenti internazionali e celebrare la Roma del pontificato di Pio VI, riflettendo una tendenza all’isolamento e autocelebrazione della capitale. Un'altra traduzione anonima, più fedele all'originale, è quella pubblicata a Vicenza nel 1774 da Francesco Vendramini Mosca nel Magazzino delle fanciulle. Una tra le più rilevanti traduzioni ottocentesche è quella di Cesare Donati del 1867, ma a ottenere maggiore diffusione è la versione di Carlo Collodi del 1876, inserita ne I racconti delle fate, in particolare per quanto riguarda il titolo ancora ad oggi in uso, La Bella e la Bestia. Il titolo settecentesco Bellinda e il Mostro verrà comunque ripreso da Italo Calvino per una variante toscana nella sua antologia Fiabe italiane. La versione di Villeneuve, oscurata per oltre due secoli dalla popolarità di quella di Beaumont, viene pubblicata in Italia solo nel 2002 da Donzelli, nella raccolta La Bella e la Bestia. Quindici metamorfosi di una fiaba, tradotta da Adelina Galeotti.

## Adattamenti

### Versioni cinematografiche

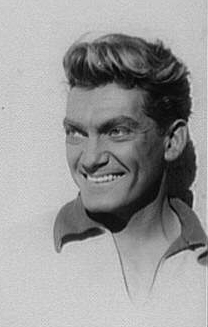
Jean Marais

- Nel 1920 fu distribuito il film muto La bella e la bestia, che era stato realizzato nel 1919 dall'impresa di produzione italiana "Tespi Film", con sede a Roma. Era tratto da un racconto di Paris Allen, a sua volta ispirato alla fiaba. La regia fu di Umberto Fracchia, in una delle sue poche esperienze dietro la macchina da presa, e gli interpreti principali furono la cantante ed attrice milanese Lina Millefleurs e Paolo Pezzullo.[18]
- Nel 1945, il regista francese Jean Cocteau ne realizzò una versione cinematografica, La belle et la bête, con Jean Marais nei panni della bestia e Josette Day nei panni di Bella, che qui si chiama Belle. Questo adattamento presenta anche una trama secondaria: Avenant (in italiano Splendore), un pretendente di Bella, vuole uccidere la bestia e rubare le sue ricchezze, mentre le sorelle, sue complici, cercano di ritardare il ritorno di Bella al castello. Quando Avenant entra nel padiglione magico, che è la fonte del potere della bestia, viene raggiunto da una freccia di fuoco scagliata dalla statua della dea romana Diana, che lo trasforma in bestia e inverte la maledizione dell'altra creatura.
- Nel 1952 fu creato un adattamento animato nell'allora Unione Sovietica, usando la tecnica del rotoscopio, basato sulla versione della storia di Sergei Aksakov, Il fiorellino vermiglio. La storia è ambientata nel Medioevo slavo e i personaggi parlano l'antica lingua russa (detta anche "vecchia lingua slava orientale"), che si usava tra il X e il XIV secolo. Il film è stato in seguito diviso in due episodi e trasmesso come La bella e la bestia all'interno della serie TV americana Storie della mia infanzia.
- Una versione del 1962, con Joyce Taylor e Mark Damon, vide la bestia come un principe che di notte si trasformava in licantropo. Il trucco fu curato da Jack Pierce e si basava sul suo disegno de L'uomo lupo, prodotto da Universal Studios.
- Il film cecoslovacco del 1978 Giulia e il mostro è una trasposizione in chiave gotica della fiaba.
- Nel 1984 Don Bluth iniziò a lavorare ad un film d'animazione basato su La bella e la bestia di Beaumont, che avrebbe dovuto essere distribuito dalla Columbia Pictures. L'antagonista del film sarebbe dovuta essere la fata cattiva, chiamata Regina Livia; ed erano inoltre presenti le sorelle della protagonista. Bella avrebbe dovuto avere per compagni diversi animali, tra cui un levriero afgano chiaroveggente di nome Nan, Max l'uccellino detective e Otto la lucertola esperta della fuga. Tuttavia dopo varie posticipazioni, nel 1989 Disney mise in produzione la propria versione della fiaba. Sapendo di non poter completare la lavorazione prima dell'uscita del film Disney, Bluth e la Columbia accantonarono definitivamente il progetto.[19][20]
- Nel 1987 la Cannon Group and Golan-Globus Productions produsse una versione musicale, diretta da Eugene Marner, con John Savage nei panni della bestia e Rebecca De Mornay nei panni di Bella, e con le musiche originali di Lori McKelvey. La trama di questo adattamento è più simile alla versione della fiaba di Beaumont. Uscì in VHS nel 1988, Cannon Video, e in DVD nel 2005, MGM Home Entertainment. In Italia, il film è uscito in DVD nell'autunno 2009, su etichetta 20th Century Fox.
- Nel 1991, la Disney produsse la propria versione animata de La bella e la bestia, diretta da Kirk Wise e Gary Trousdale, con sceneggiatura di Linda Woolverton, musiche di Alan Menken e canzoni di Howard Ashman. Vinse il premio Oscar per la migliore canzone originale e il premio Oscar per la migliore colonna sonora, oltre a essere il primo film d'animazione della storia nominato al premio Oscar per il miglior film. Fu anche uno dei due film d'animazione a essere incluso nella lista di AFI's 100 Years... 100 Passions, che comprende le 100 più belle storie d'amore di tutti i tempi. Come nella versione del 1946, Bella ha il nome di Belle nella versione originale inglese. Molte, tuttavia, sono le variazioni rispetto alla storia originale. I servitori appaiono sotto forma di oggetti personificati, perché la maledizione che ha colpito la bestia si è estesa anche a loro. Vi è anche un elemento della fiaba di Barbablù: a Belle viene proibito, all'inizio della sua permanenza nel castello, di accedere a una certa stanza, ma disobbedisce vinta dalla curiosità. Il padre di Bella, senza nome nella fiaba, si chiama Maurice e fa l'inventore invece che il mercante, e Bella è la sua unica figlia. Vi è anche un attraente ma arrogante e presuntuoso pretendente di Bella, Gaston, che vuole sposare la fanciulla ma viene sempre rifiutato. Gaston minaccia sia Maurice che la bestia, ma muore nel confronto finale con quest'ultima. Questa versione concede la capacità di redenzione a Bella, perfetta in sé stessa, che si dimostra capace di amare la bestia malgrado la sua estrema bruttezza esteriore. Nonostante la storia originale sia stata in gran misura alterata, come succede spesso nei film d'animazione della Disney, La bella e la bestia è considerato uno dei suoi più grandi classici. Nella versione italiana, il tema portante della colonna sonora è la canzone, che reca il medesimo titolo del film, interpretata da Gino Paoli e Amanda Sandrelli, cover di Beauty and the Beast di Céline Dion e Peabo Bryson. Tra il 1997 e il 1998 uscirono i due sequel direct-to-video del film: La bella e la bestia - Un magico Natale e Il mondo incantato di Belle, quest'ultimo composto da tre episodi riciclati da una serie animata incompiuta dedicata a Belle. Inoltre, tutti i personaggi, compresi Belle e la Bestia, appaiono nella serie animata House of Mouse - Il Topoclub.
- Prodotta dalla Golden Films, sulla scia del successo del film della Disney, nel 1992 uscì un'altra versione animata della fiaba. Con un'animazione mediocre rispetto a quella della Disney, è indubbiamente più fedele alla storia originale.
- Anche i film di King Kong sono vagamente basati su questa fiaba. Nel film originale del 1933, il personaggio di Carl Denham, che parte alla ricerca del mostro insieme all'attrice Ann Darrow, crede che l'apparizione di Ann insieme al mostro nel suo film possa essere una reminiscenza del racconto. Quando la creatura viene portata a New York e muore dopo aver passato gli ultimi momenti con Ann, Denham declama, sia nella versione del 1933 che in quella del 2005: "La bella ha ucciso la bestia".
- Anche altre varianti della storia in cui una figura grottesca si innamora di una bella donna sono state adattate spesso al cinema, come, per esempio, Il fantasma dell'Opera, di Gaston Leroux, o Notre-Dame de Paris, di Victor Hugo.
- Il film Beastly, tratto dall'omonimo romanzo di Alex Flinn è una rivisitazione della fiaba.
- Nel 2014 esce una nuova trasposizione della fiaba. Il film è francese ed è diretto da Christophe Gans, si tratta di La bella e la bestia, con protagonisti Vincent Cassel e Léa Seydoux.
- Nella serie di film Disney Channel Descendants dedicata ai figli dei personaggi delle fiabe, Belle e la Bestia interpretati da Keegan Connor Tracy e Dan Payne, sono i genitori di Ben, uno dei protagonisti.
- Il 23 febbraio 2017 Londra ha ospitato la prima de La bella e la bestia, remake in live-action del classico Disney; il film è diretto da Bill Condon e interpretato da Emma Watson nel ruolo di Belle e Dan Stevens nel ruolo della Bestia.[21]

### Versioni teatrali
- Il film della Disney fu adattato in un musical teatrale da Linda Woolverton e Alan Menken, che già avevano collaborato nella versione cinematografica. Per passare dagli 84 minuti del film alle 2 ore e 30 del musical, l'adattamento teatrale richiese un lungo lavoro di approfondimento dei personaggi e la creazione di nuovi temi. Howard Ashman, creatore delle canzoni originali, era venuto a mancare, e divenne compito di Tim Rice scrivere i brani aggiuntivi: sette furono le nuove canzoni, No Matter What, Me, Home, How Long Must This Go On?, Maison des Lunes, Human Again, e If I Can't Love Her. Human Again, brano scritto per la pellicola della Disney ma cancellata dal montaggio finale, fu incorporata per l'esordio del film in DVD, analogamente a A Change In Me, cantata da Belle. Nell'opera teatrale, inoltre, fu posta particolare enfasi sui costumi e sugli effetti speciali, per ricreare la fantasia e l'immaginario del castello incantato della pellicola.
- È del 1996 il musical italiano basato su questa fiaba, interpretato da Antonella Elia e André De La Roche, con la regia di Luciano Cannito.
- La Royal Shakespeare Company realizzò la sua versione nel 2003, molto più fedele alla storia originale rispetto a quella della Disney. Essa divenne talmente popolare che nel 2004 fu rimessa in scena, benché con lievi variazioni nella trama.
- La bella e la bestia viene rappresentata spesso in forma di pantomima in Inghilterra, dove esistono molte versioni di diversi autori. Spesso viene introdotto il personaggio della strega, che desidera sposare il principe, e che, al suo rifiuto, lo trasforma in bestia. Una fata buona, normalmente chiamata La fata della rosa, contribuisce al lieto fine della storia. In queste versioni mimiche, la bestia solitamente si innamora di Bella prima della sua trasformazione, seguendo la tradizione di Cenerentola.

### Versioni televisive
- Nel 1958 andò in onda su NBC come primo episodio della serie Le grandi fiabe presentata da Shirley Temple, una versione dal vivo e a colori de La bella e la bestia, con Claire Bloom e Charlton Heston nel ruolo dei due protagonisti.
- Nel 1976 fu realizzato per la regia di Fielder Cook il film-TV Bella e la bestia (Beauty and the Beast) con George C. Scott e Trish Van Devere. Per la sua interpretazione Scott fu nominato al premio Emmy.
- Nel 1984 Shelley Duvall produsse, per il suo programma infantile Nel regno delle fiabe, un adattamento della fiaba con Klaus Kinski e Susan Sarandon, basato, per quanto riguarda ambientazione, trucco e costumi, sul film del 1946.
- Dal 1987 al 1989 fu trasmessa una serie televisiva, La bella e la bestia, la cui trama era un amalgama di fantasy e detective story. Era incentrata sulla relazione tra Catherine, avvocato di New York, interpretata da Linda Hamilton, e Vincent, personaggio gentile ma mostruoso, interpretato da Ron Perlman, che vive nei tunnel al di sotto della città. La serie fu cancellata a causa della scarsa audience, dopo l'abbandono di Linda Hamilton alla fine della seconda stagione. Wendy Pini pubblicò due libri di fumetti ispirati alla serie.
- La serie animata del 1990 presentata da Pat Morita Fiabe di tutto il mondo (Britannica's Tales Around the World), oltre alla versione classica di Beaumont, contiene due varianti della fiaba.
- L'emittente televisiva statunitense HBO propose per il ciclo Happily Ever After: Fairy Tales for Every Child una versione della fiaba ambientata nell'Africa equatoriale.
- Nella serie tv statunitense C'era una volta (dove la fiaba viene completamente rivisitata, comprendendo anche elementi del film Disney) Belle viene interpretata da Emilie de Ravin, mentre il personaggio della Bestia viene fuso con quello di Tremotino.
- Dal 2012 al 2016 fu trasmessa la serie televisiva statunitense Beauty and the Beast, che ha avuto come protagonisti la poliziotta Catherine Chandler (interpretata da Kristin Kreuk) e la bestia Vincent Keller (interpretata da Jay Ryan).
- Nel 2014 esce su Rai 1, la miniserie televisiva La bella e la bestia, che vede Alessandro Preziosi e Blanca Suárez nel ruolo dei protagonisti.

## Influenze sulla letteratura
La bella e la bestia è stata d'ispirazione a molti romanzi:
- Beauty, di Robin McKinley, vincitore del Newbery Award, e Rose Daughter, della stessa autrice.
- La raccolta Red As Blood, or Tales from the Sisters Grimmer, di Tanith Lee, contiene una versione fantascientifica della storia, in cui la figlia di un ricco commerciante che vive in un lontano futuro si innamora di un alieno.
- Donna Jo Napoli scrisse un romanzo, Beast, che presenta la vita della bestia dal suo punto di vista prima di incontrare Bella. Nonostante l'aggiuntiva storia del passato del mostro, questa versione è piuttosto fedele all'originale.
- Nancy Holder scrisse un brano nella serie Once Upon A Time... dal titolo Spirited, che è a grandi linee una rielaborazione della storia, che vede una giovane inglese, Isabella Stevenson, innamorarsi del suo rapitore, Wusamequin, un medico mohicano meditabondo durante la Guerra franco-indiana.
- Lady Jain, protagonista del fumetto letterario Castle Waiting di Linda Medley, ha avuto una relazione con una bestia meravigliosa, romantica, generosa e gentile. Dopo la nascita del suo bambino, Pindar, esprime il proprio rammarico perché, dopo tutto, non è il figlio del marito, ma non ha nemmeno le corna del padre.
- La bella e la bestia sono anche dei personaggi del fumetto Fables. Vivono, piuttosto miseramente all'inizio della serie, a Favolandia, una comunità clandestina di New York. La forma umana della bestia dipende dalla felicità del loro matrimonio: quando litigano, lui si trasforma in mostro. Dopo l'elezione del Principe Azzurro a sindaco di Favolandia, i due vengono promossi rispettivamente ad assistente del sindaco e a sceriffo, prendendo il posto di Biancaneve e del Lupo cattivo.
- La storia fu adattata da Mercedes Lackey nel suo romanzo The Fire Rose della serie Elemental Masters, ambientato nella San Francisco di inizio Novecento.
- Behold the Beauty, di Megan Hussey, rappresentato nel compendio erotico Deities of Desire nella Bacheca di Mezzanotte, è una versione femminista del racconto La bella e la bestia. L'eroe, il Principe Beausoleil, è il classico uomo giovane e bello che si innamora disperatamente della guaritrice Agnatha, una donna anticonformista, spesso ridicolizzata, che vive nei boschi di Ravenshead, una mitica provincia Europea dove la famiglia del principe governa e dove molte giovani e belle donne più convenzionali si contendono i favori dell'eroe.
- L'autrice fantasy Francesca Lia Block presentò una sua versione della storia nella raccolta The Rose and the Beast, in cui compaiono revisioni in chiave moderna e conclusioni alternative di nove fiabe classiche, tra cui La regina della neve e Biancaneve. Nella sua versione, intitolata "Beast", Bella finisce per preferire la bestia come mostro e diventa triste quando si trasforma in essere umano.
- La storia fornì la trama anche per la decima edizione del libro di fumetti Nightmares & Fairy Tales di Serena Valentino. Qui Bella è lesbica e la sua amante, Rose, viene allontanata da lei e trasformata in bestia. Se Bella riuscirà a scoprire la vera identità della bestia, potrà rompere la maledizione.
- La versione moderna Beastly, di Alex Flinn, rappresenta Kyle Kingsbury nelle vesti della bestia, il figlio viziato di un reporter di New York. Invita una strega al ballo della scuola per scherzo, dove però questa lo colpisce con un incantesimo trasformandolo in una bestia. Se non troverà il vero amore e lo bacerà entro due anni, resterà bestia per sempre. Nell'ultima pagina, viene esplicitamente citata La bella e la bestia come fonte.
- La bella e la bestia è l'ultima delle Storie della preistoria, raccolta di racconti per ragazzi di Alberto Moravia. In questa rivisitazione della fiaba Bella s'innamora di un orsacchiotto che, separato da lei, si trasforma in un uomo, mentre l'inconsapevole ragazza diventa a sua volta un'orsa.
- Nel 1985 è stata pubblicata la rivisitazione umoristica della fiaba: Il mostro peloso (titolo francese Le Monstre poilu) di Henriette Bichonnier.
- L'autore corso di lingua francese Michel Zevaco si ispirò alla fiaba per comporre il romanzo per ragazzi Un mostro ed una vergine, ambientato a Venezia.
- Nel 2003 è uscita una rivisitazione della storia: La bestia e la bella, di Silvana De Mari (Salani edizioni). Il principe qui non è trasformato in un mostro potente e terribile, ma in un piccolo bastardino, cacciato a calci e sassate da tutti. Solo una persona proverà pietà per lui: la bella, che in realtà è una ragazza madre che vive ai margini della società. Ambientato nel 1600, è raccontato dal punto di vista del principe.
- La bella e la bestia è stata anche la fiaba che ha ispirato l'autrice Sarah J. Maas nella stesura della serie di romanzi fantasy La corte di rose e spine, in particolare del primo e omonimo libro della serie (per i primi tre capitoli).

## Influenze sulla musica e cultura di massa
- Uno dei cinq pièces enfantines della suite per pianoforte a quattro mani Ma Mère l'Oye di Maurice Ravel, composta nel 1908, trascritta per orchestra nel 1911 e trasformata in balletto l'anno dopo, è ispirato alla fiaba e porta il nome di Les Entretiens de la Belle et la Bête ("Le conversazioni della bella e la bestia").
- Molti gruppi gothic e black metal (come Sirenia, Penumbra e Via Mistica) utilizzano simultaneamente voci maschili dal timbro roco e profondo (in gergo growl) e voci femminili melodiose e squillanti, e la combinazione di questi due stili vocali è comunemente conosciuta come Beauty and the Beast vocals.
- A La bella e la bestia si ispira la trama del video musicale I'd Do Anything for Love (But I Won't Do That) di Meat Loaf.
- Stevie Nicks scrisse la canzone Beauty and the Beast, contenuta nell'album del 1983 The Wild Heart, dopo aver visto il film di Jean Cocteau.
- Beauty and the Beast è il titolo di una canzone di David Bowie.
- Beauty and the Beast è il titolo di una canzone del sassofonista jazz Wayne Shorter.
- Beauty and the Beast e Beauty of the Beast sono titoli di canzoni del gruppo finlandese Nightwish.
- Beauty is the Beast è il titolo di una canzone del gruppo svedese The Ark.
- La bella y la bestia è il titolo di una canzone del rapper spagnolo Porta.
- Beauty and a Beat è il titolo di una canzone del cantante canadese Justin Bieber
- Beauty and the Beast è anche il titolo di una canzone di Céline Dion, usata come colonna sonora per il noto film della Disney.
- Shigeru Miyamoto ammise di essersi ispirato al racconto per il suo videogioco Donkey Kong della Nintendo.
- Il videogioco Metal Gear Solid 4: Guns of the Patriots possiede un quartetto femminile conosciuto come "The Beauty and the Beast Unit".

### Fonti primarie
- (FR) Madame de Villeneuve, La Jeune Américaine et les contes marins (La belle et la bête); Les belles solitaires. Madame Leprince de Beaumont, Magasin des enfants (La belle et la bête), edizione critica a cura di Elisa Biancardi, volume 15 della collezione Bibliothèque des Génies et des Fées, Paris, Champion, 2008.
- (FR) Jeanne-Marie Leprince de Beaumont, Contes et autres écrits, a cura di Barbara Kaltz, Oxford, Voltaire Foundation, 2000.
- (FR) Madame Leprince de Beaumont, Le magasin des enfants, Paris, Warée, 1843.
- (FR) Jacques Barchilon (a cura di), Nouveau cabinet des fées, vol. 17, Genève, Slatkine, 1978.

### Studi critici
- (EN) Antti Aarne, The Types of the Folktale: A Classification and Bibliography, Helsinki, The Finnish Academy of Science and Letters, 1961, ISBN 951-41-0132-4.
- (EN) D.L. Ashliman, A Guide to Folktales in the English Language, Greenwood Press, 1987.
- (EN) Betsy Hearne, Beauty and the Beast: Visions and Revisions of An Old Tale, con un saggio di Larry DeVries, Chicago, University of Chicago Press, 1989, ISBN 0-226-32239-4.
- (EN) Hans-Jörg Uther, The Types of International Folktales: A Classification and Bibliography, Parti I-III, Helsinki, The Finnish Academy of Science and Letters, 2004 (archiviato dall'url originale il 9 luglio 2006).. the ATU classification system.
- (EN) Jack Zipes, The Great Fairy Tale Tradition: From Straparola and Basile to the Brothers Grimm, 2001,  p. 863, ISBN 0-393-97636-X.
- (FR) Marc Soriano, Guide de la littérature pour la jeunesse, Hachette, 1974.. Riedizione Delagrave, 2002.
- La bella e la bestia. Quindici metamorfosi di una fiaba, Roma, Donzelli editore, 2002, ISBN 978-88-7989-721-1.

### Traduzioni italiane
- Scuola delle fanciulle nella loro puerizia. Dialoghi tradotti dal francese da una dama romana. Tomo 1-3, 3 volumi, Roma, Casaletti alla Minerva, 1768, SBN UMCE039126.
- Il Magazzino delle fanciulle ovvero dialoghi tra una savia direttrice e parecchie sue allieve di grado illustre. Opera di mad. di Beaumont. Prima traduzione italiana. Tomo 1-4, 4 volumi, Vicenza, Francesco Vendramini Mosca, 1774, SBN UM1E005356.
- I racconti delle fate tratti da Perrault, D'Aulnoy e Leprince de Beaumont; versione italiana di Cesare Donati adorna di 63 vignette per Bertall, Beaucé, ecc., traduzione di Cesare Donati, illustrazioni di Bertall e Beaucé, Firenze, S. Jouhaud, 1867, SBN CFI0452190.
- I racconti delle fate voltati in italiano da C. Collodi, illustrazioni di Enrico Mazzanti, Ernesto Ballarini, Firenze, F. Paggi, 1876, SBN UM10072909.